# وی‌وی کلاغ
وی‌وی کلاغ یک ستاره است که در صورت فلکی کلاغ قرار دارد.